# Verbandsgemeinde Landau-Land
La comunità amministrativa di Landau-Land (Verbandsgemeinde Landau-Land) si trova nel circondario della Weinstraße Meridionale nella Renania-Palatinato, in Germania.

## Comuni
Fanno parte della comunità amministrativa i seguenti comuni:
| Comune, città                     | Sup. (km²) | Abitanti |
| --------------------------------- | ---------- | -------- |
| Billigheim-Ingenheim              | 22,95      | 3 806    |
| Birkweiler                        | 4,99       | 711      |
| Böchingen                         | 5,35       | 727      |
| Eschbach                          | 3,66       | 620      |
| Frankweiler                       | 6,86       | 844      |
| Göcklingen                        | 7,27       | 893      |
| Heuchelheim-Klingen               | 7,38       | 828      |
| Ilbesheim bei Landau in der Pfalz | 6,07       | 1 153    |
| Impflingen                        | 5,18       | 892      |
| Knöringen                         | 2,52       | 457      |
| Leinsweiler                       | 5,80       | 510      |
| Ranschbach                        | 1,19       | 618      |
| Siebeldingen                      | 6,07       | 1 014    |
| Walsheim                          | 5,15       | 618      |
| Verbandsgemeinde Landau-Land      | 90,43      | 13 691   |

(Abitanti al 31 dicembre 2021)